# Hermann Blumer
Hermann Blumer (* 20. November 1943 in Herisau) ist ein Schweizer Zimmermann und Ingenieur, der auf Holzbau spezialisiert ist.

## Biografie
Hermann Blumer ist in Waldstatt als Sohn des Inhabers einer Holzbaufirma aufgewachsen. Nach der Lehre als Zimmermann in Villars-sur-Ollon in der französischen Schweiz, schloss er die Mittelschule mit einer mathematischen-naturwissenschaftlichen Matur ab, was ihm ein Studium als Bauingenieur an der ETH Zürich ermöglichte, das er 1969 abschloss. 
Nach einer Zeit als wissenschaftlicher Assistent an der Universität Karlsruhe war Blumer von 1971 bis 1997 Chef des väterlichen Holzbauunternehmens, danach wendete er sich Spezialaufgaben zu, dazu gehört auch die Gründung des Beratungsunternehmens Création Holz, das sich gänzlich der Entwicklung von innovativen Lösungen mit dem Werkstoff Holz widmet, wie zum Beispiel Akustikelementen, Wärmespeichern oder Schwingungsabsorbern.

## Werk
Blumer arbeitete als Holzbauingenieur mit namhaften Architekten zusammen, wie zum Beispiel mit dem Japaner Shigeru Ban, Peter Zumthor, Daniel Libeskind und Herzog & de Meuron. Er gilt als einer der Pioniere des modernen Holzbaus.
- 1984: Caplutta Sogn Benedetg, Architekt: Peter Zumthor
- 1986: Säntispark, Abtwil, Architekt: Ruedi Rausch
- 2008: Westside, Bern, Architekt: Daniel Libeskind
- 2010: Centre Pompidou-Metz, Architekt: Shigeru Ban
- 2010: Klubhaus Yeoju Golf Resort, Südkorea, Architekten: Kevin Yoon und Shigeru Ban[3]

## Auszeichnungen
- 2010 zusammen mit Shigeru Ban: Schweighofer Prize der HS Timber Group aus Wien